# Asemonea santinagarensis
Asemonea santinagarensis là một loài nhện trong họ Salticidae.
Loài này thuộc chi Asemonea. Asemonea santinagarensis được Biswamoy Biswas & Biswamoy Biswas miêu tả năm 1992.